# Tabaille-Usquain
 Tabaille-Usquain  là một xã thuộc tỉnh Pyrénées-Atlantiques trong vùng Nouvelle-Aquitaine miền tây nam nước Pháp.